# Route nationale 16 (Maroc)
Pour les articles homonymes, voir N16 et Route nationale 16.
La Route nationale 16 ou Rocade méditerranéenne ou Rocade du Rif est une route nationale marocaine qui relie toute la région du Rif, de Tanger à Saidia, traversant le Rif occidental et le Rif oriental, en passant par le port Tanger Med, Ksar Seghir, Fnideq, M'diq, Martil, Tétouan, Oued Laou, Jebeha, Al Hoceïma, Nador et Kebdana. Elle s'étire sur 507 km, dont 112 km d'autoroutes ou de voies rapides, 180 km de routes existantes qui ont été réaménagées et 300 km de routes nouvellement créées. Elle a permis de réduire le temps de trajet de 11 à 7 heures entre Tanger et Saidia.
Le tronçon entre Ksar Sghir et Tétouan, long de 62 km, été transformés en voie express. Le dernier tronçon de la rocade d'une longueur de 120 km a été inauguré en août 2012.

## Tracé
La rocade méditerranéenne longe plusieurs villes du littoral méditerranéen marocain, en empruntant à la fois des voies express ou des routes nationales ;

### Tronçon Tanger - Tétouan
Le tronçon séparant les villes de Tanger à Tétouan est longue de 101 km. Elle passe principalement par la ville de Ksar Sghir , le Port de Tanger Med ainsi que les villes de Fnideq , M'diq et Tétouan. Elle débute au niveau de la place Al Maghreb où se situe la Gare de Tanger Ville.
Sur les 37 premiers kilomètres la section est aménagée en 2x1 voie. La N16 a été élargie, passant de 5 m à 7 m de largeur. Son renforcement a été généralisé, ses caractéristiques géométriques améliorées et d’importants travaux ont été consacrés à son environnement, Une troisième voie a été aussi réalisée pour les poids lourds sur certaines sections.
L'autoroute de dessert portuaire de Oued Rmel faisant partie de la A5 a été construite en parallèle pour relier Tanger à Ksar Seghir  pour desservir Tanger Med, le plus grand port africain ainsi que les zones franches et logistiques avoisinant le complexe portuaire. à l'autoroute.
À partir de Ksar El Seghir la N16 passe en voie rapide 2x2 jusqu'à Tétouan sur le plan physique, la zone présente un relief de type montagneux. L'encaissement des vallées confère à cette zone un caractère particulier de haute montagne.
Afin de soulager la N16 l'autoroute Fnideq - Tétouan (A7) a été construite pour desservir les stations balnéaires de Tamuda Bay (comme Restinga, Kabila et Cabo Negro), zone très touristique en été.
- Tanger
- Ksar Sghir
- Échangeur entre N16 et A5 : Tanger / Rabat / Casablanca

#### Voie Express Ksar Sghir - Tétouan
- : Port Tanger Med -   Ferry pour Algésiras / Motril / Barcelone / Sète / Marseille / Gênes
- : Oued Rmel
- : Eddalya
- : Fnideq
- : Intersection et début de la N16A : Sebta -   Ferry pour Algésiras
- Échangeur entre N16 et A7
- : Tamuda Bay
- : Restiga
- : Marina Smir
- Échangeur entre N16 et A7
- : Kabila
- : M'diq

Voie Express directe via Aéroport de Tétouan
- :  Aéroport de Tétouan - Sania R'mel
- : Tétouan

Voie Express via Cabo Negro et Martil
- : Cabo Negro
- : Martil

- : Tétouan

### Tronçon Tétouan - Ajdir (Près d'Al Hoceima)
Long de 223 km, il relie de Tétouan à Ajdir en passant par Oued Laou , Jebha , Bouhanine , Cala Iris et Ait Kamara. Elle est aménagée en intégralité en 2x1 voie 
Cette route emprunte un terrain plat au départ de Tétouan pour aborder très rapidement les reliefs montagneux. Elle traverse des zones instables caractérisées par des glissements de talus, sapements de la plate-forme par la mer et éboulements. La rocade a permis d'améliorer les caractéristiques géométriques de la route en adoptant un nouveau tracé pour certains tronçons et en renforçant et élargissant la chaussée pour présenter un profil en travers de 7 m.
- Tétouan
- Oued Laou
- Intersection et début de la 4105 : Caotina (Près de Chefchaouen)
- Quaà Asserasse
- Stehat
- Intersection et début de la 4111 : Khamis M'diq
- Taghassa Amtar
- Jebha
- Bni Boufrah
- Intersection avec la N8 : Cala Iris / Targuist / Taounate / Fès
- Aït Kamra
- Intersection et du début du tronc commun de 12 km avec la N2 : Chefchaouen / Tétouan / Tanger
- Intersection et début de la 5029 : Izemmouren / Tala Youssef
- Ajdir
- Intersection et début de la 5211 : Al Hoceïma

### Tronçon Ajdir - Saïdia
Long de 223 km, il relie de Ajdir à Saidia en passant par Ras Afrou , Ras Kebdana , le futur Port de Nador West Med , Zeghanghane, Nador , Ras El Ma. Elle est aménagée en intégralité en 2x1 voie
Auparavant, aucune route côtière ne permettait de relier Al Hoceima à Nador deux villes importantes du Nord du Maroc, le trafic empruntait la N2, liaison continentale qui traverse les massifs dénudés au relief tourmenté des contreforts du Rif
La section traverse un terrain hétérogène avec un relief accidenté et la route présente une largeur de 7 m.
Elle a nécessité également la construction d'un nouveau pont sur l’oued Moulouya à la sortie de Ras El Ma, long d’environ 300 m, à proximité de son embouchure. En vue du trafic grandissant sur cet axe entre Ras El Ma et Saïdia, les 14 derniers kilomètres de la  ont été étendue en une voie rapide 2x2 voies  soit sur  en une voie rapide 2x2.
- Ajdir
- Intersection et fin du tronc commun de 12 km avec la N2 : Nador / Oujda
- Intersection vers le futur Port de Nador West-Med
- Futur  Échangeur entre N16 et A? : Guercif
- Tronc commun de 800 m avec la 610 : Nador / Ben Taïeb / Temsamane / Imzouren
- Zeghanghane
- Nador
- Intersection avec la N19
- Ras El Ma
- Intersection et début de la 612 : Berkane
- Oued Moulouya

#### Voie Express Ras El Ma - Saïdia
- : Ras El Ma
- : Saïdia - Entrée Ouest par la route de Halg
- : Douar Bonoua / Marina de Saïdia
- : Saïdia - Entrée Sud de Saïdia
- : Saïdia - Entrée Est de Saïdia par 6000
- : Intersection avec la 6000 : Saïdia / Ahfir

Fin de la N16